# Metal Gear Solid HD Collection
Metal Gear Solid HD Collection är en samling bestående av tre remasterversioner från spelserien Metal Gear som släppts till Playstation 3, Playstation Vita och Xbox 360. I utgåvorna till Playstation 3 och Xbox 360 innehåller spelen Metal Gear Solid 2: Sons of Liberty, Metal Gear Solid 3: Snake Eater och Metal Gear Solid: Peace Walker, medan utgåvan till Playstation Vita innehåller endast innehåller de två förstnämnda.
Bluepoint Games och Genki stod för omarbetningen av Sons of Liberty och Snake Eater respektive Peace Walker.

## Spel
- Metal Gear[a]
- Metal Gear 2: Solid Snake[a]
- Metal Gear Solid 2: Sons of Liberty
- Metal Gear Solid 3: Snake Eater
- Metal Gear Solid: Peace Walker[b]